# Sinal (teoria da informação)
Em geral, entende-se que um sinal é uma sequência de estados em um sistema de comunicação que codifica uma mensagem. A definição pode mudar de acordo com o contexto em que se está trabalhando.
Em um sistema de comunicação, o transmissor envia uma mensagem, e a codifica em um sinal,  que é transportado pelo sistema de comunicações até ao receptor, que decodifica o sinal e solta uma mensagem. Por exemplo, o texto "batatinha quando nasce",  ao ser transmitido via telégrafo, é convertido primeiro em traços, pontos e pausas, e o telegrafista aciona o dispositivo de telégrafo criando um sinal, que é a tensão elétrica a ser transmitida por um par de fios. Do outro lado, o receptor recebe um sinal, também na forma de uma tensão elétrica em um par de fios. Por fim, o sinal é decodificado, gerando uma mensagem que se espera ser igual ao texto original transmitido.
A tensão criada pelo telegrafista, o sinal transmitido, pode sofrer distorções durante a transmissão. Estas distorções podem ser tanto mudanças determinísticas e reversíveis do sinal, quanto a adição de ruídos completamente aleatórios. Estas distorções podem ser intensas o suficiente para modificar o conteúdo da mensagem.
Um engenheiro de telecomunicações busca formas de se projetar sistemas de comunicação para fazer com que as mensagens sejam transmitidas sem erros. Eles procuram formas de fazer com que os erros na transmissão dos sinais  não modifiquem as mensagens contidas por eles.
Sistemas de comunicação podem possuir diversas camadas em que o sinal gerado por uma camada é a mensagem a ser transmitida pela camada inferior. Mensagens e sinais podem ser tanto de tempo discreto quanto contínuo.

## Taxonomia
Sinais podem ser de tempo contínuo ou de tempo discreto e ainda podem ser digitais ou analógicos.
Sinais de tempo discreto são sequências de valores, normalmente definidos em instantes de tempo periódicos. Sinais de tempo contínuo possuem seu estado definido em qualquer instante de tempo.
Sinais digitais só podem assumir valores discretos, enumeráveis, ou inteiros, normalmente de um conjunto limitado de valores possíveis. Sinais analógicos podem assumir qualquer valor real.

## Exemplos de Sinais

### Analógicos
- Som — Som é a vibração mecânica de um meio físico, como o ar, água ou barbantes. A intensidade de pressão de um ponto em um meio físico pode ser a definição de um sinal.
- Potencial elétrico — A diferença de potencial elétrico entre dois pontos é a definição de um número enorme de sinais. Muitas vezes os dois pontos são dois fios metálicos, como em um microfone ou em uma antena de televisão.
- Nível de água — O nível de água em um tanque pode ser visto como um sinal, e sua medição, por uma régua por exemplo, é uma forma de transmissão deste sinal.

### Digitais
- CD — Um CD carrega dois sinais digitais, com 44100 amostras por segundo, e 16 bits de resolução cada.
- Redes Ethernet — A camada física das redes Ethernet recebem uma seqüência de bits a serem transmitidos, podendo chegar a pacotes com mais de 1000 bits.
- Comportas de um Canal — É possível definir sinais digitais a partir das comportas do canal de Suez ou do Panamá, representando o fato de cada uma dela estar aberta ou fechada.

## Exemplos de sistemas de comunicação
Os seguintes sistemas de comunicação são relativamente complicados, e na sua descrição podemos ver uma série de sinais dando origem a outros sinais.
- Telefone Analógico — Em um telefone analógico, temos inicialmente um sinal de voz humana, criado pelo sistema fonador de um usuário. Este sinal é uma onda sonora. Esta onda é transmitida pelo ar até um microfone, que gera um sinal elétrico, que é transmitido por fios. Esta transmissão pode envolver filtragens, amplificações e modulações. Um sinal elétrico é por fim recebido por outro aparelho, e é levado até um fone, que gera novamente um sinal acústico que é transmitido até os ouvidos do outro usuário.
- Telefone digital — Em um telefone digital, o sinal elétrico é eventualmente convertido em um sinal de tempo discreto e digital. Este sinal binário é transmitido eletricamente, e convertido por fim em um sinal elétrico analógico, que pode ser decodificado pelos mesmos aparelhos do sistema acima.
- Disco de Vinil — Um disco de vinil é uma superfície circular plástica que possui uma ranhura espiralada que é varrida por uma pequena agulha. As vibrações mecânicas desta agulha dão origem a sinais elétricos que são amplificados e transformados finalmente em ondas sonoras.
- CD — Um compact disc é uma superfície plástica que é varrida por um feixe de raios LASER, cujo reflexo possui sua intensidade variando no tempo. Este sinal contínuo é decodificado gerando um sinal binário. Este sinal binário por fim é decodificado dando origem a dois sinais digitais de tempo discreto, que são decodificados finalmente para dar origem a ondas acústicas.